# Gengångare (roman av Jo Nesbø)
Gengångare (originaltitel: Gjenferd) är en roman från 2011 av den norske författaren Jo Nesbø och den nionde boken i Harry Hole-serien. Romanen utkom 2012 i svensk översättning av Per Olaisen på Piratförlaget. På norska utkom romanen på förlaget Aschehoug.

## Handling
Harry Hole befinner sig i Hongkong och får beskedet att en pojke som han har sett växa upp misstänks för ett mord. Han återvänder till Oslo som har lamslagits av den mycket beroendeframkallande drogen fiolin. Ensam tar han sig an knarknätverket.